# Irish Cup 2013-2014
La Irish Cup 2013-2014 (detta anche JJB Sports Irish Cup per motivi di sponsorizzazione) è stata la 134ª edizione del torneo. La competizione è iniziata il 7 settembre 2013 ed è terminata il 3 maggio 2014. Il Glenavon ha vinto il trofeo per la sesta volta nella sua storia.

## Terzo turno
| 9 novembre 2013        |                 |                   |
| Bryansburn Rangers     | 1 – 3           | Lisburn Rangers   |
| Derriaghy Cricket Club | 3 – 0           | 18th Newtownabbey |
| Downshire YM           | 2 – 2 (4-2 dcr) | Shankill Utd      |
| Kilmore Rectory        | 0 – 0 (4-2 dcr) | Immaculata        |
| Newbuildings United    | 1 – 2           | Crumlin Star      |
| Newry City             | 0 – 0 (4-3 dcr) | Downpatrick       |
| Nortel                 | 0 – 2           | Drumaness Mills   |
| Rathfern Rangers       | 1 – 2           | Sirocco Works     |
| Strabane Athletic      | 2 – 0           | Crumlin Utd       |
| Carniny Amateur        | 3 – 5           | Ardglass          |
| Rathfriland Rangers    | 4 – 1           | Bangor Swifts     |

## Quarto turno
| 7 dicembre 2013         |                 |                        |
| Banbridge Town          | 4 – 2           | Rathfriland Rangers    |
| Chimney Corner          | 3 – 0           | Wakehurst              |
| Coagh United            | 0 – 2           | Carrick Rangers        |
| Crumlin Star            | 4 – 1           | Newry City             |
| Downshire YM            | 1 – 3           | Kilmore Rectory        |
| Harland & Wolff Welders | 8 – 1           | Killymoon Rangers      |
| Moyola Park             | 2 – 0           | Annagh Utd             |
| Portstewart             | 2 – 5           | Dundela                |
| PSNI                    | 2 – 1           | Tobermore United       |
| Queen's University      | 5 – 0           | Lurgan Celtic          |
| Sport & Leisure Swifts  | 2 – 1           | Sirocco Works          |
| Strabane Athletic       | 2 – 0           | Lisburn Rangers        |
| Armagh City             | 2 – 0           | Loughgall              |
| Ballyclare Comrades     | 4 – 1           | Larne                  |
| Bangor                  | 5 – 2           | Knockbreda             |
| Dergview                | 2 – 0           | Drumaness Mills        |
| Glebe Rangers           | 3 – 2           | Ardglass               |
| Institute               | 1 – 1 (4-5 dcr) | Lisburn Distillery     |
| Limavady Utd            | 2 – 1           | Derriaghy Cricket Club |
| Newington Youth         | 1 – 3           | Ballymoney Utd         |

## Quinto turno
| 11 gennaio 2014         |       |                        |
| Harland & Wolff Welders | 2 – 2 | Ballymena Utd          |
| Queen's University      | 1 – 0 | Limavady Utd           |
| Lisburn Distillery      | 0 – 0 | PSNI                   |
| Ballinamallard Utd      | 0 – 0 | Strabane Athletic      |
| Ards                    | 2 – 2 | Armagh City            |
| Ballyclare Comrades     | 3 – 0 | Kilmore Rectory        |
| Ballymoney Utd          | 1 – 0 | Banbridge Town         |
| Bangor                  | 7 – 1 | Glebe Rangers          |
| Carrick Rangers         | 3 – 2 | Dundela                |
| Cliftonville            | 2 – 2 | Coleraine              |
| Crusaders               | 2 – 1 | Crumlin Star           |
| Glenavon                | 7 – 0 | Sport & Leisure Swifts |
| Linfield                | 5 – 0 | Dergview               |
| Moyola Park             | 1 – 5 | Dungannon Swifts       |
| Portadown               | 1 – 3 | Glentoran              |
| Warrenpoint Town        | 2 – 0 | Chimney Corner         |

### Replay
| 21 gennaio 2014    |       |                         |
| PSNI               | 0 – 2 | Lisburn Distillery      |
| Armagh City        | 3 – 1 | Ards                    |
| Ballinamallard Utd | 1 – 0 | Strabane Athletic       |
| Ballymena Utd      | 1 – 0 | Harland & Wolff Welders |
| Coleraine          | 4 – 3 | Cliftonville            |

## Sesto turno
| 8 febbraio 2014     |       |                    |
| Armagh City         | 1 – 1 | Glentoran          |
| Ballyclare Comrades | 2 – 1 | Carrick Rangers    |
| Coleraine           | 2 – 3 | Dungannon Swifts   |
| Crusaders           | 4 – 0 | Ballymoney Utd     |
| Linfield            | 1 – 2 | Ballymena Utd      |
| Lisburn Distillery  | 0 – 2 | Queen's University |
| Warrenpoint Town    | 0 – 0 | Bangor             |
| 1º marzo 2014       |       |                    |
| Ballinamallard Utd  | 0 – 3 | Glenavon           |

### Replay
| 17 febbraio 2014 |       |                  |
| Bangor           | 1 – 0 | Warrenpoint Town |
| 1º marzo 2014    |       |                  |
| Glentoran        | 2 – 1 | Armagh City      |

## Quarti di finale
| 1º marzo 2014      |       |                     |
| Ballymena Utd      | 4 – 1 | Dungannon Swifts    |
| Crusaders          | 5 – 0 | Ballyclare Comrades |
| Queen's University | 3 – 2 | Bangor              |
| 10 marzo 2014      |       |                     |
| Glentoran          | 1 – 2 | Glenavon            |

## Semifinali
| 5 aprile 2014 |             |                    |
| Ballymena Utd | 3 – 0       | Queen's University |
| Glenavon      | 3 – 1 (dts) | Crusaders          |

## Finale
| Arbitro: | Raymond Crangle |

|             |           |                      |
| Jenkins 70’ | Marcatori | 34’ Neill 75’ Patton |